# 田代町 (弘前市)
田代町（たしろちょう）は、江戸期から現在にかけての青森県弘前市の地名。郵便番号は036-8018。2017年6月1日現在の人口は35人、世帯数は21世帯。

## 地理
- 青森県道31号弘前鯵ケ沢線沿いに位置する山下町の裏手に位置する町で、近くを土淵川が流れる。町域の北部は山下町、東部は北瓦ケ町、南部は坂本町・西川岸町、西部は徒町に接する。
- 一戸兵衛の出身地であるとされている。

## 歴史
- 宝永4年頃 - 宝永2〜4年に行われた郭内武家屋敷の郭外移転により成立（津軽史）。
- 明和元年 - 武家屋敷15軒（藩律）。
- 寛政5年 - 寛政の改革による藩士土着令で当地の藩士が在方へ移住し、御家中潰町の1つに数えられる（平山日記）。
- 享和3年 - 藩士土着令廃止後、武家屋敷15軒・空屋2軒がある（御家中町割）。
- 文化4年 - 武家屋敷13軒（御家中町割）。
- 明治初年 - 戸数16。以降、士街であった当地は小さな住宅地になる（国誌）。

### 沿革
- 江戸期 - 弘前城下の一町。
- 明治初年〜明治22年 - 弘前を冠称。
- 1899年（明治22年） - 弘前市に所属。

## 施設

### 宿泊
- ビジネスホテル庄苑

## 小・中学校の学区
市立小・中学校に通う場合、学区は以下の通りとなる。
| 大字   | 番・番地 | 小学校             | 中学校             |
| ------ | -------- | ------------------ | ------------------ |
| 田代町 | 全域     | 弘前市立大成小学校 | 弘前市立第三中学校 |

## 交通
- 弘南バス

中央通り二丁目（土手町循環100円バス、他）停留所。